# ATC-kod V08: Kontrastmedel
ATC-kod V08: Kontrastmedel är en del av klassificeringssystemet ATC (Anatomical Therapeutic Chemical Classification System) för läkemedel och vissa andra medicinska produkter. ATC utvecklas av WHO och består av alfanumeriska koder indelade i grupper utifrån anatomi, medicinsk funktion och läkemedelstyp på 5 olika kodnivåer. Denna sida utgör innehållet i en specifik grupp på nivå 2.

## V08A Joderaderöntgen-kontrastmedel

### V08AA Vattenlösliga, högosmolära röntgenkontrastmedel med njuraffinitet
V08AA01 Amidotrizoinsyra
V08AA02 Metrizoinsyra
V08AA03 Jodamid
V08AA04 Jotalamsyra
V08AA05 Joxitalamsyra
V08AA06 Ioglicic acid
V08AA07 Acetrizoic acid
V08AA08 Jokarmsyra
V08AA09 Metiodal
V08AA10 Diodon

### V08AB Vattenlösliga, lågosmolära röntgenkontrastmedel med njuraffinitet
V08AB01 Metrizamid
V08AB02 Johexol
V08AB03 Joxaglinsyra
V08AB04 Jopamidol
V08AB05 Jopromid
V08AB06 Jotrolan
V08AB07 Ioversol
V08AB08 Jopentol
V08AB09 Jodixanol
V08AB10 Jomeprol
V08AB11 Jobitridol
V08AB12 Joxilan

### V08AC Vattenlösliga röntgenkontrastmedel med leveraffinitet
V08AC01 Jodoxamsyra
V08AC02 Jotroxinsyra
V08AC03 Joglykamsyra
V08AC04 Jodipamid
V08AC05 Jobensamsyra
V08AC06 Jopansyra
V08AC07 Jocetamsyra
V08AC08 Natriumjopodat
V08AC09 Tyropanoinsyra
V08AC10 Kalciumjopodat

### V08AD Icke vattenlösliga röntgenkontrastmedel
V08AD01 Etylestrar av jodiserade fettsyror
V08AD02 Jopydol
V08AD03 Propyljodon
V08AD04 Jofendylat

## V08B Icke joderaderöntgen-kontrastmedel

### V08BABariumsulfat
V08BA01 Bariumsulfat med hjälpämnen
V08BA02 Bariumsulfat utan hjälpämnen

## V08C Kontrastmedel förmagnetisk resonanstomografi

### V08CAParamagnetiskakontrastmedel
V08CA01 Gadopentetat
V08CA02 Gadoterinsyra
V08CA03 Gadodiamid
V08CA04 Gadoteridol
V08CA05 Mangafodipir
V08CA06 Gadoversetamid
V08CA07 Järn(III)ammoniumcitrat
V08CA08 Gadobenat
V08CA09 Gadobutrol
V08CA10 Gadoxetinsyra
V08CA11 Gadofosveset

### V08CBSupramagnetiskakontrastmedel
V08CB01 Ferumoxsil
V08CB02 Järnferrit med bärarpartiklar
V08CB03 Järnoxid, nanopartiklar

### V08CX Övriga kontrastmedel för magnetisk resonanstomografi
V08CX01 Perflubron

## V08D Kontrastmedel förultraljudsundersökningar

### V08DA Kontrastmedel för ultraljudsundersökningar
V08DA01 Mikrosfärer av humant albumin
V08DA02 Mikropartiklar av galaktos
V08DA03 Perflenapent
V08DA04 Mikrosfärer av fosfolipider
V08DA05 Svavelhexafluorid

### Engelska
- WHO Collaborating Centre for Drug Statistics Methodology - ATC Index
- WHO Collaborating Centre for Drug Statistics Methodology - ATCvet Index

### Svenska
- SIL online
- FASS.se - ATC
- FASS.se - Veterinär-ATC
- Sök läkemedelsfakta - Läkemedelsverket
- Socialstyrelsen : Klassifikationer
- Nationellt produktregister för läkemedel - NPL